# Suzuki Burgman

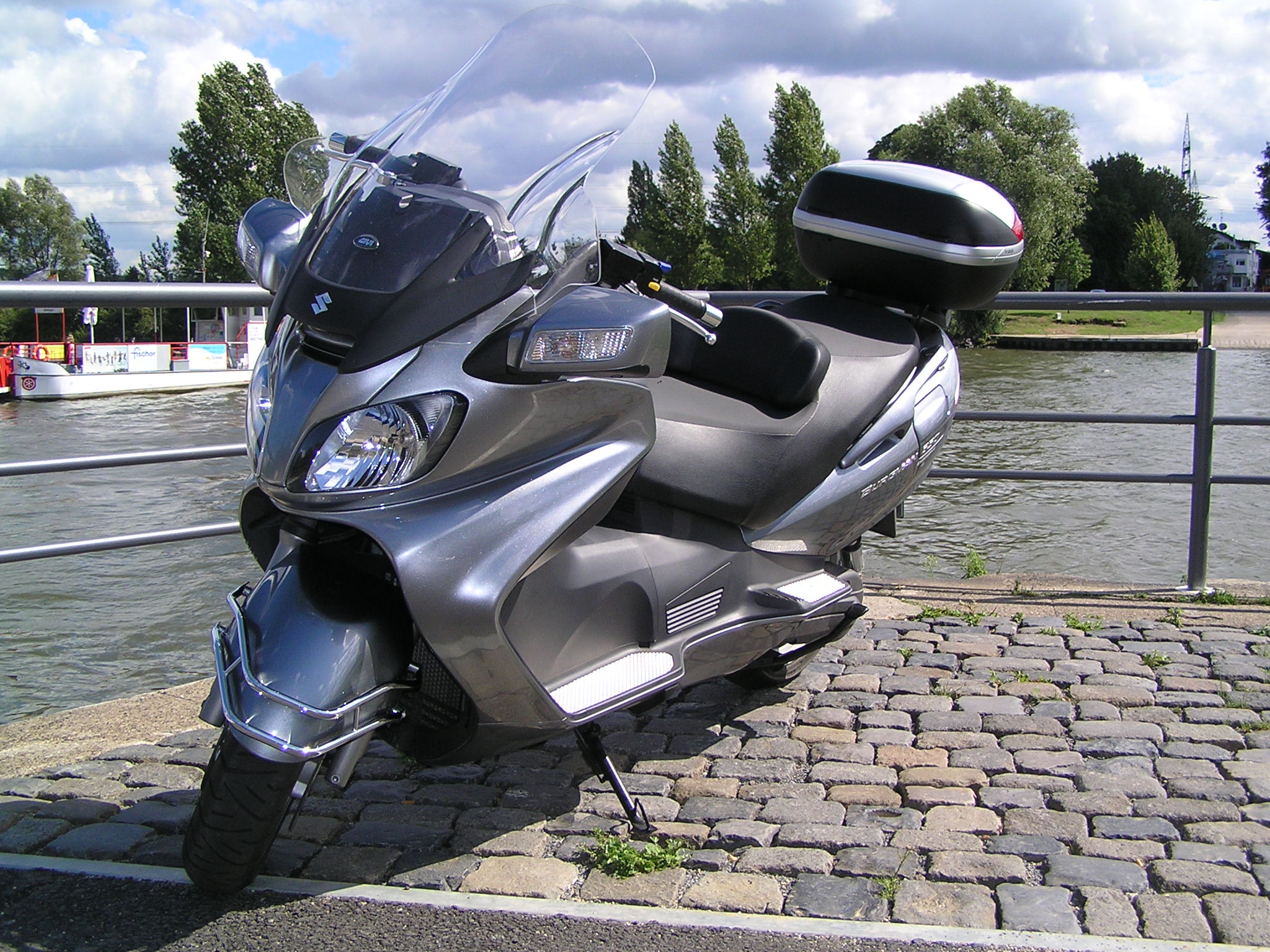
Suzuki Burgman 650 (Version von 2006 (K6)) mit Topcase

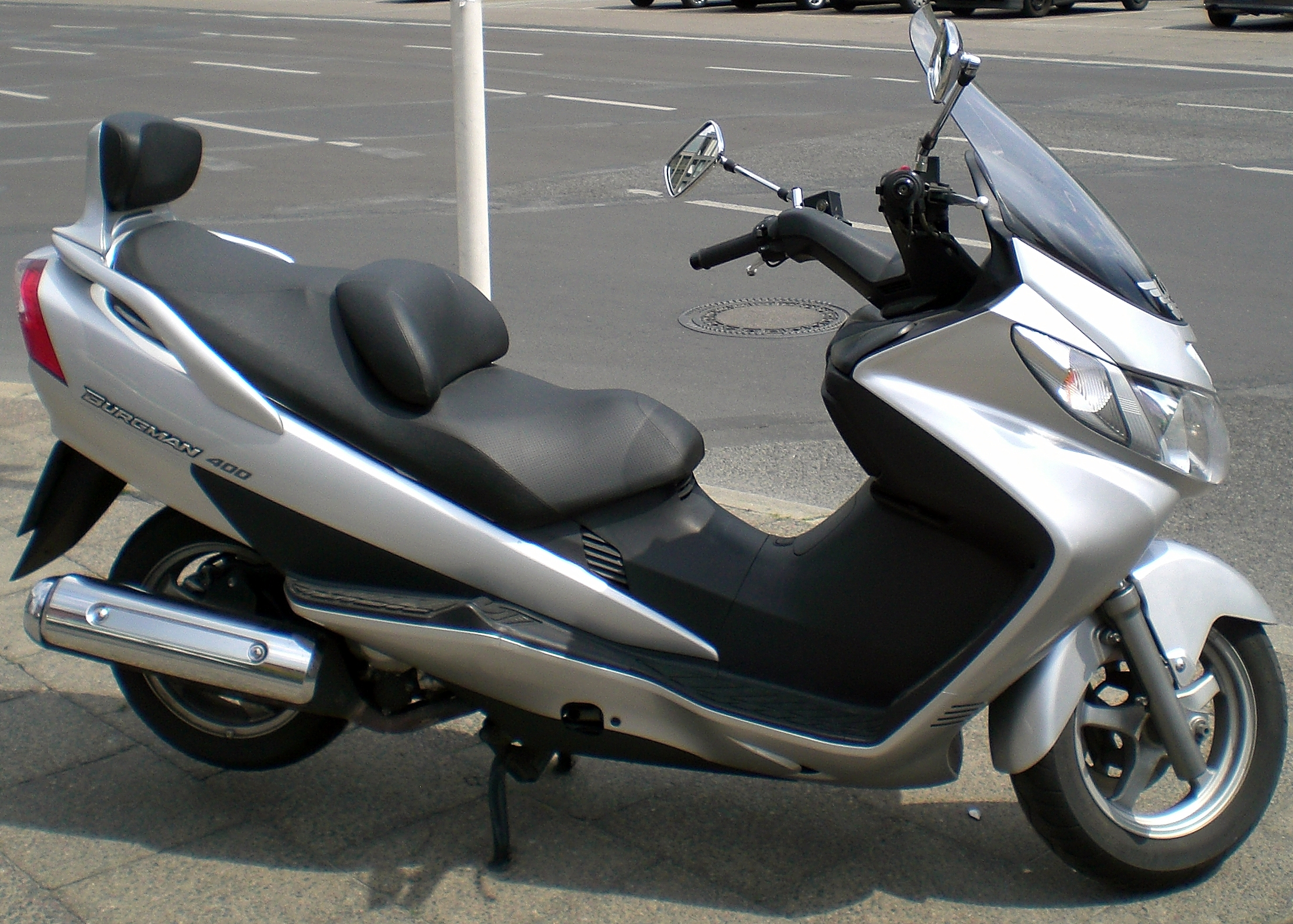
Suzuki Burgman AN 400 (3. Generation von 2003 bis 2006)

Suzuki Burgman, in einigen Ländern auch bekannt als Suzuki Skywave, ist ein Motorroller des japanischen Herstellers Suzuki.
Einige werden in Japan, andere wiederum im spanischen Suzuki-Werk hergestellt: Burgman 125, Burgman 150, Burgman 200, Burgman 250, Burgman 400 und Burgman 650. Der Burgman 650 ist 2019 nach dem Aprilia SRV850 und dem BMW C 600 Sport der drittstärkste Serienmotorroller der Welt. Er wird inzwischen in zweiter Generation weltweit vertrieben und hat in den USA eine große Fangemeinde.

## Geschichte
Bis 1999 kannte man unter dem Begriff Roller nur kleinere Fahrzeuge bis maximal 250 cm³, gebaut im Stile einer Vespa. Mit dem Burgman AN 400 läutete Suzuki damals die Zeit der Großroller ein. Der AN 400 war mit rund 200 kg der erste schwere Roller, ausgestattet mit einem 25 kW starken Einzylinder-Viertaktmotor mit 385 cm³, und einem stufenlosen Keilriemengetriebe, das eine bequeme Fahrweise erlaubte (nur Gasgeben und Bremsen). Dank stabilem Fahrwerk, genügend Motorleistung und gesteigertem Komfort war mit dem Roller erstmals motorradähnliches Fahren möglich geworden, auch zu zweit und auf längeren Touren.
Der dann folgende AN 650 war mit 276 kg Eigengewicht deutlich größer, wuchtiger und für die Passagiere bequemer. Angetrieben von einem fest im Rahmen verbauten Zweizylinder (638 cm³, 41 kW) war er als Langstreckenfahrzeug gedacht und ein Verkaufserfolg in den USA.
Den Burgman 400 gibt es mittlerweile in der 5. Generationen. Der erste Burgman war 1998 der Burgman 250 (weitgehend baugleich mit dem ersten 400er).
Den Burgman 650 gab es von 2002 (Erstmodellbezeichnung: K3) bis 2018, 2004 wurde er erstmals technisch überarbeitet, mit Antiblockiersystem (ABS) ausgestattet und unter der Modellbezeichnung: K4 verkauft. 2005 folgte eine Version mit elektrisch höhenverstellbarer Scheibe und serienmäßigem ABS. 2009 gab es ein neues Cockpit. 2013 erfolgte mit einer rundum neuen Verkleidung die umfangreichste Überarbeitung des AN650, die praktisch unverändert bis 2018 gebaut wurde. Im Zuge der neuen Abgasvorschriften in der EU (EU5) lief der Burgman 650 Ende 2018 ohne Nachfolger aus.
Ebenfalls unter dem Namen Burgman baut Suzuki bis heute in inzwischen dritter Generation ein deutlich kompakteres Modell mit 125 cm³ und 200 cm³ Einzylinder.

## Technische Daten
|                        | UH 125                                               | UH 150                                               | UH 200                                               | AN 250                                               | AN 400                                                                       | AN 400                                                                       | AN 400                                                                       | AN 650                                                                                             |
| ---------------------- | ---------------------------------------------------- | ---------------------------------------------------- | ---------------------------------------------------- | ---------------------------------------------------- | ---------------------------------------------------------------------------- | ---------------------------------------------------------------------------- | ---------------------------------------------------------------------------- | -------------------------------------------------------------------------------------------------- |
| Baujahr                | 2002–                                                | 2002–2006                                            | 2007–                                                | 1998–2003                                            | 1999–2003                                                                    | 2003–2006                                                                    | 2007–                                                                        | 2002–2018                                                                                          |
| Motortyp               | Einzylinder-Viertakt-Motor                           | Einzylinder-Viertakt-Motor                           | Einzylinder-Viertakt-Motor                           | Einzylinder-Viertakt-Motor                           | Einzylinder-Viertakt-Motor (Wasserkühlung, 4 Ventile, elektronische Zündung) | Einzylinder-Viertakt-Motor (Wasserkühlung, 4 Ventile, elektronische Zündung) | Einzylinder-Viertakt-Motor (Wasserkühlung, 4 Ventile, elektronische Zündung) | Reihen-2-Zylinder-Viertakt-Motor (Wasserkühlung, 4 Ventile, 2 Nockenwellen, elektronische Zündung) |
| Hubraum                | ~125 cm³                                             | ~150 cm³                                             | ~200 cm³                                             | ~250 cm³                                             | 385 cm³                                                                      | 385 cm³                                                                      | ~400 cm³                                                                     | 638 cm³                                                                                            |
| Leistung               | 9,1 kW (12 PS)                                       |                                                      | 13,5 kW (18,5 PS)                                    | 17 kW (23 PS)                                        | 24 kW (33 PS)                                                                | 24 kW (33 PS)                                                                | 24 kW (33 PS)                                                                | 41 kW (56 PS)                                                                                      |
| Gemischaufbereitung    | Vergaser (bis 2006), Einspritzung (ab 2007)          | Vergaser                                             | Einspritzung                                         | Vergaser                                             | Vergaser                                                                     | Einspritzanlage                                                              | Einspritzanlage                                                              | |
| Endantrieb             | Triebsatzschwinge                                    | Triebsatzschwinge                                    | Triebsatzschwinge                                    | Triebsatzschwinge                                    | Triebsatzschwinge                                                            | Triebsatzschwinge                                                            | Triebsatzschwinge                                                            | 5 Zahnräder in der Schwinge                                                                        |
| Getriebe               | fliehkraftgesteuertes stufenloses Keilriemengetriebe | fliehkraftgesteuertes stufenloses Keilriemengetriebe | fliehkraftgesteuertes stufenloses Keilriemengetriebe | fliehkraftgesteuertes stufenloses Keilriemengetriebe | fliehkraftgesteuertes stufenloses Keilriemengetriebe                         | fliehkraftgesteuertes stufenloses Keilriemengetriebe                         | fliehkraftgesteuertes stufenloses Keilriemengetriebe                         | elektronisch gesteuertes stufenloses Keilriemengetriebe                                            |
| Kupplung               | Fliehkraftgesteuerte Trockenkupplung                 | Fliehkraftgesteuerte Trockenkupplung                 | Fliehkraftgesteuerte Trockenkupplung                 | Fliehkraftgesteuerte Trockenkupplung                 | Fliehkraftgesteuerte Trockenkupplung                                         | Fliehkraftgesteuerte Trockenkupplung                                         | Fliehkraftgesteuerte Trockenkupplung                                         | Fliehkraftgesteuerte Ölbadkupplung                                                                 |
| Höchstgeschwindigkeit: | 105 km/h                                             |                                                      | 120 km/h                                             |                                                      | ca. 140 km/h                                                                 | ca. 140 km/h                                                                 | ca. 140 km/h                                                                 | 160 km/h                                                                                           |